# Десятилетие
Десятиле́тие — период времени, включающий десять календарных лет (например, «2020—2029 годы», «2021—2030 годы», «2020-е годы»). Также термин «десятилетие» употребляется в более широком смысле «любой промежуток времени в 10 лет», например, «последнее десятилетие жизни Моцарта».

## Начало и конец календарного десятилетия
В календарном исчислении используются два варианта счёта десятилетий. В первом случае цифра десятков всех годов этого десятилетия одинакова, например, 390-е годы включают годы с 390 по 399. Согласно второму варианту, началом десятилетия считается год, оканчивающийся на 1, например, 2-е десятилетие XXI века включает годы с 2011 по 2020, век состоит из 10 десятилетий. Причина расхождения состоит в начале летоисчисления в юлианском и григорианском календарях: в них отсутствует 0 год и летоисчисление ведётся с 1 года нашей эры. Такое летоисчисление восходит к 525 году н. э. (по другим данным, к 532 году н. э.), когда Дионисий Малый пытался вычислить даты для Пасхи, при этом приняв за год рождения Христа 1-й (а не нулевой) год нашей эры, в том числе потому, что число ноль не употреблялось в ту пору в Европе. Таким образом, первые десять лет новой эры закончились 31 декабря 10 года н. э., и второй десяток начался с 11 года, что приводило и приводит к нескончаемым спорам о том, когда же на самом деле начинаются и кончаются десятилетия, века и тысячелетия. В России традиция исчислять столетия с 1 января года, заканчивающегося двумя нулями, была установлена одновременно с переходом на январский год (вместо сентябрьского) по указу Петра I от 19 декабря 7208 года (19 (29) декабря 1699 года): «…а будущаго Генваря съ 1-го числа настанетъ новый 1700-й годъ купно и новый столѣтній вѣкъ…».

## Названия
Названия десятилетиям дают по десяткам лет: «двадцатые годы» (англ. twenties), «шестидесятые» (англ. sixties). Традиционно трудно назвать первое десятилетие нового века («нулевые»), в общепринятом английском языке соответствующее слово вообще отсутствует. В английском также возникает сложность с именованием следующего десятилетия («десятых» в русском), хотя изредка употребляется слово англ. teens. Критические для какой-либо культуры десятилетия получают прозвища: «сороковые, роковые» в русском языке для 1940-х, «лихие девяностые» для 1990-х или в английском «ревущие двадцатые» для 1920-х, «золотые девяностые» для 1990-х годов.